# François Peronnet
François Peronnet (Chaumont, 20 febbraio 1973) è un allenatore di pallacanestro francese.